# Giải vô địch bóng đá nữ U-17 thế giới 2008
Giải vô địch bóng đá nữ U-17 thế giới 2008 là giải bóng đá nữ U-17 thế giới đầu tiên của FIFA. Giải được đăng cai tại New Zealand từ 28 tháng 10 đến 16 tháng 11 năm 2008. Triều Tiên đã giành chức vô địch lần đầu tiên, mở rộng sự thống trị của họ trong làng bóng đá trẻ nữ sau khi giành chức vô địch tại Giải vô địch bóng đá nữ U-20 thế giới gần đây nhất.

## Các thành phố chủ nhà
Các trận đấu diễn ra tại bốn thành phố của New Zealand:
- Auckland, tổ chức trận chung kết và tranh giải ba. Sân vận động được đặt tại Thành phố North Shore.
- Hamilton tổ chức hai trận tứ kết.
- Wellington, thủ đô của New Zealand, tổ chức hai trận tứ kết.
- Christchurch, thành phố duy nhất thuộc Đảo Nam, tổ chức các trận bán kết.

|                                                                              |                                                |                                                     |                                                       |
|                                                                              |                                                |                                                     |                                                       |
| Sân vận động North Harbour Auckland (Thành phố North Shore) Sức chứa: 25.000 | Sân vận động Waikato Hamilton Sức chứa: 26.500 | Sân vận động Wellington Wellington Sức chứa: 36.500 | Queen Elizabeth II Park Christchurch Sức chứa: 20.000 |

## Các đội vượt qua vòng loại
| Liên đoàn (Châu lục)               | Giải đấu loại                                             | Đội tuyển                               |
| ---------------------------------- | --------------------------------------------------------- | --------------------------------------- |
| AFC (châu Á)                       | Giải vô địch bóng đá nữ U-16 châu Á 2007                  | CHDCND Triều Tiên · Nhật Bản · Hàn Quốc |
| CAF (châu Phi)                     | Giải vô địch bóng đá nữ U-17 châu Phi 2008                | Nigeria · Ghana                         |
| CONCACAF (Bắc, Trung Mỹ và Caribe) | Giải vô địch bóng đá nữ U-17 Bắc, Trung Mỹ và Caribe 2008 | Hoa Kỳ · Costa Rica · Canada            |
| CONMEBOL (Nam Mỹ)                  | Giải vô địch bóng đá nữ U-17 Nam Mỹ 2008                  | Colombia · Brasil · Paraguay            |
| OFC (châu Đại Dương)               | Chủ nhà                                                   | New Zealand                             |
| UEFA (châu Âu)                     | Giải vô địch bóng đá nữ U-17 châu Âu 2008                 | Đức · Pháp · Đan Mạch · Anh             |

## Vòng bảng
Giờ địa phương UTC+13

### Bảng A
| Đội         | Đ | Tr | T | H | B | BT | BB | HS |
| ----------- | - | -- | - | - | - | -- | -- | -- |
| Đan Mạch    | 5 | 3  | 1 | 2 | 0 | 3  | 2  | +1 |
| Canada      | 5 | 3  | 1 | 2 | 0 | 2  | 1  | +1 |
| New Zealand | 3 | 3  | 1 | 0 | 2 | 4  | 4  | 0  |
| Colombia    | 2 | 3  | 0 | 2 | 1 | 3  | 5  | −2 |

| New Zealand | 0–1        | Canada      |
| ----------- | ---------- | ----------- |
|             | (Chi tiết) | Lamarre 53' |

| Đan Mạch | 1–1        | Colombia  |
| -------- | ---------- | --------- |
| Boye 51' | (Chi tiết) | Ariza 20' |

| Colombia  | 1–1        | Canada     |
| --------- | ---------- | ---------- |
| Vidal 10' | (Chi tiết) | Ezurike 9' |

| New Zealand | 1–2        | Đan Mạch                  |
| ----------- | ---------- | ------------------------- |
| Longo 13'   | (Chi tiết) | Andreasen 29' · Olsen 56' |

| Colombia  | 1–3        | New Zealand         |
| --------- | ---------- | ------------------- |
| Ariza 82' | (Chi tiết) | White 44', 81', 87' |

| Canada | 0–0        | Đan Mạch |
| ------ | ---------- | -------- |
|        | (Chi tiết) |          |

### Bảng B
| Đội               | Đ | Tr | T | H | B | BT | BB | HS |
| ----------------- | - | -- | - | - | - | -- | -- | -- |
| Đức               | 7 | 3  | 2 | 1 | 0 | 9  | 3  | +6 |
| CHDCND Triều Tiên | 5 | 3  | 1 | 2 | 0 | 4  | 3  | +1 |
| Ghana             | 4 | 3  | 1 | 1 | 1 | 4  | 4  | 0  |
| Costa Rica        | 0 | 3  | 0 | 0 | 3 | 1  | 8  | −7 |

| Costa Rica | 0–5        | Đức                                                    |
| ---------- | ---------- | ------------------------------------------------------ |
|            | (Chi tiết) | Mester 17' · Marozsán 34', 43' · Knaak 51' · Kemme 66' |

| CHDCND Triều Tiên | 1–1        | Ghana      |
| ----------------- | ---------- | ---------- |
| Ho 69'            | (Chi tiết) | Dadson 73' |

| Ghana                     | 2–3        | Đức                                  |
| ------------------------- | ---------- | ------------------------------------ |
| Dadson 65' · Fordjour 86' | (Chi tiết) | Marozsán 5' (ph.đ.), 35' · Maier 69' |

| Costa Rica    | 1–2        | CHDCND Triều Tiên    |
| ------------- | ---------- | -------------------- |
| Rodríguez 20' | (Chi tiết) | Yun Hyon-Hi 16', 65' |

| Ghana       | 1–0        | Costa Rica |
| ----------- | ---------- | ---------- |
| Afriyie 19' | (Chi tiết) |            |

| Đức     | 1–1        | CHDCND Triều Tiên |
| ------- | ---------- | ----------------- |
| Popp 3' | (Chi tiết) | Jon Myong-Hwa 58' |

### Bảng C
| Đội      | Đ | Tr | T | H | B | BT | BB | HS  |
| -------- | - | -- | - | - | - | -- | -- | --- |
| Nhật Bản | 9 | 3  | 3 | 0 | 0 | 17 | 5  | 12  |
| Hoa Kỳ   | 4 | 3  | 1 | 1 | 1 | 6  | 5  | 1   |
| Pháp     | 4 | 3  | 1 | 1 | 1 | 8  | 10 | −2  |
| Paraguay | 0 | 3  | 0 | 0 | 3 | 5  | 16 | −11 |

| Nhật Bản                                  | 3–2        | Hoa Kỳ                   |
| ----------------------------------------- | ---------- | ------------------------ |
| Iwabuchi 31' · Kameoka 68' · Yoshioka 74' | (Chi tiết) | DiMartino 3' · Mewis 51' |

| Pháp                                                                | 6–2        | Paraguay                     |
| ------------------------------------------------------------------- | ---------- | ---------------------------- |
| Crammer 5', 12', 61' (ph.đ.) · Poulain 17' · Augis 58' · Catala 86' | (Chi tiết) | Gonzalez 45+3' · Genes 90+2' |

| Paraguay      | 1–3        | Hoa Kỳ                                         |
| ------------- | ---------- | ---------------------------------------------- |
| Fernandez 32' | (Chi tiết) | Flores 48' (l.n.) · DiMartino 77' · Verloo 83' |

| Nhật Bản                                                                  | 7–1        | Pháp      |
| ------------------------------------------------------------------------- | ---------- | --------- |
| Inoue 11' · Kishikawa 21' (ph.đ.), 57' · Kira 26', 27', 34' · Shimada 38' | (Chi tiết) | Augis 16' |

| Paraguay                              | 2–7        | Nhật Bản                                                                |
| ------------------------------------- | ---------- | ----------------------------------------------------------------------- |
| Gonzalez 20' (ph.đ.) · Villamayor 55' | (Chi tiết) | Kishikawa 36', 73' · Ohshima 40' · Hamada 43', 52' · Takahashi 83', 89' |

| Hoa Kỳ        | 1–1        | Pháp      |
| ------------- | ---------- | --------- |
| DiMartino 57' | (Chi tiết) | Rubio 72' |

### Bảng D
| Đội      | Đ | Tr | T | H | B | BT | BB | HS |
| -------- | - | -- | - | - | - | -- | -- | -- |
| Hàn Quốc | 6 | 3  | 2 | 0 | 1 | 6  | 3  | +3 |
| Anh      | 6 | 3  | 2 | 0 | 1 | 4  | 3  | +1 |
| Nigeria  | 4 | 3  | 1 | 1 | 1 | 4  | 4  | 0  |
| Brasil   | 1 | 3  | 0 | 1 | 2 | 3  | 7  | −4 |

| Brasil | 0–3        | Anh                          |
| ------ | ---------- | ---------------------------- |
|        | (Chi tiết) | Carter 71', 89' · Bruton 75' |

| Hàn Quốc      | 1–2        | Nigeria                   |
| ------------- | ---------- | ------------------------- |
| Ji So-Yun 85' | (Chi tiết) | Adekwagh 1' · Aighewi 60' |

| Nigeria | 0–1        | Anh          |
| ------- | ---------- | ------------ |
|         | (Chi tiết) | Holbrook 79' |

| Brasil     | 1–2        | Hàn Quốc                             |
| ---------- | ---------- | ------------------------------------ |
| Raquel 66' | (Chi tiết) | Lee Min-Sun 47' · Lee Hyun-Young 57' |

| Brasil                    | 2–2        | Nigeria                  |
| ------------------------- | ---------- | ------------------------ |
| Ketlen 35' · Rafaelle 71' | (Chi tiết) | Orji 43' · Okoronkwo 75' |

| Anh | 0–3        | Hàn Quốc                                          |
| --- | ---------- | ------------------------------------------------- |
|     | (Chi tiết) | Ji So-Yun 8' · Go Kyung-Yeon 16' · Song Ah-Ri 71' |

## Vòng đấu loại trực tiếp
Giờ địa phương UTC+13
|  | Tứ kết                  | Tứ kết                     |                            |       | Bán kết       | Bán kết       |  |  | Chung kết | Chung kết |
|  |                         |                            |                            |       |               |               |  |  |           |           |
|  | 8 tháng 11 – Wellington |                            |                            |       |               |               |  |  |           |           |
|  |                         |                            |                            |       |               |               |  |  |           |           |
|  | Đan Mạch                | 0                          |                            |       |               |               |  |  |           |           |
|  | Đan Mạch                | 0                          | 13 tháng 11 – Christchurch |       |               |               |  |  |           |           |
|  | CHDCND Triều Tiên       | 4                          |                            |       |               |               |  |  |           |           |
|  | CHDCND Triều Tiên       | 4                          | CHDCND Triều Tiên          | 2     |               |               |  |  |           |           |
|  | 9 tháng 11 – Hamilton   |                            | CHDCND Triều Tiên          | 2     |               |               |  |  |           |           |
|  |                         | Anh                        | 1                          |       |               |               |  |  |           |           |
|  | Nhật Bản                | Anh                        | 1                          | 2 (4) |               |               |  |  |           |           |
|  | Nhật Bản                |                            | 16 tháng 11 – Auckland     | 2 (4) |               |               |  |  |           |           |
|  | Anh (p.)                | 2 (5)                      |                            |       |               |               |  |  |           |           |
|  | Anh (p.)                | 2 (5)                      | CHDCND Triều Tiên (h.p.)   | 2     |               |               |  |  |           |           |
|  | 8 tháng 11 – Wellington |                            | CHDCND Triều Tiên (h.p.)   | 2     |               |               |  |  |           |           |
|  |                         | Hoa Kỳ                     | 1                          |       |               |               |  |  |           |           |
|  | Đức                     | Hoa Kỳ                     | 1                          | 3     |               |               |  |  |           |           |
|  | Đức                     | 13 tháng 11 – Christchurch |                            | 3     |               |               |  |  |           |           |
|  | Canada                  | 1                          |                            |       |               |               |  |  |           |           |
|  | Canada                  | 1                          | Đức                        | 1     |               |               |  |  |           |           |
|  | 9 tháng 11 – Hamilton   |                            | Đức                        | 1     |               |               |  |  |           |           |
|  |                         | Hoa Kỳ                     | 2                          |       | Tranh hạng ba | Tranh hạng ba |  |  |           |           |
|  | Hàn Quốc                | Hoa Kỳ                     | 2                          | 2     | Tranh hạng ba | Tranh hạng ba |  |  |           |           |
|  | Hàn Quốc                |                            | 16 tháng 11 – Auckland     | 2     |               |               |  |  |           |           |
|  | Hoa Kỳ                  | 4                          |                            |       |               |               |  |  |           |           |
|  | Hoa Kỳ                  | 4                          | Anh                        | 0     |               |               |  |  |           |           |
|  |                         |                            |                            |       |               |               |  |  |           |           |
|  | Đức                     | 3                          |                            |       |               |               |  |  |           |           |
|  | Đức                     | 3                          |                            |       |               |               |  |  |           |           |

### Tứ kết
| Đan Mạch | 0–4        | CHDCND Triều Tiên                                     |
| -------- | ---------- | ----------------------------------------------------- |
|          | (Chi tiết) | Jon Myong-Hwa 21', 73' · Ri Un-Ae 86' · Kim Un-ju 89' |

| Đức                           | 3–1        | Canada      |
| ----------------------------- | ---------- | ----------- |
| Marozsán 4', 78' · Mester 34' | (Chi tiết) | Ezurike 44' |

| Nhật Bản                                      | 2 – 2 (h.p.) | Anh                                       |
| --------------------------------------------- | ------------ | ----------------------------------------- |
| Kira 8' · Iwabuchi 82'                        | (Chi tiết)   | Staniforth 45+1' · Christiansen 90+1'     |
| Loạt sút luân lưu                             |              |                                           |
| Kira · Takeyama · Kameoka · Kishikawa · Saitō | 4–5          | Nobbs · Bruton · Carter · Pitman · Bonner |

| Hàn Quốc                | 2–4        | Hoa Kỳ                                      |
| ----------------------- | ---------- | ------------------------------------------- |
| Lee Hyun-Young 65', 85' | (Chi tiết) | Verloo 27', 78' · Mewis 54' · DiMartino 84' |

### Bán kết
| CHDCND Triều Tiên          | 2–1        | Anh      |
| -------------------------- | ---------- | -------- |
| Ho 19' · Jon Myong-Hwa 44' | (Chi tiết) | Jane 75' |

| Đức     | 1–2        | Hoa Kỳ                     |
| ------- | ---------- | -------------------------- |
| Popp 6' | (Chi tiết) | DiMartino 63' · Verloo 81' |

### Tranh hạng ba
| Anh | 0–3        | Đức                                 |
| --- | ---------- | ----------------------------------- |
|     | (Chi tiết) | Wesely 11' · Knaak 74' · Mester 88' |

### Chung kết
| CHDCND Triều Tiên        | 2 – 1 (h.p.) | Hoa Kỳ                   |
| ------------------------ | ------------ | ------------------------ |
| Kim U.H. 77' · Jang 113' | (Chi tiết)   | Hong Myong Hui 2' (l.n.) |

## Vô địch
| Giải vô địch bóng đá nữ U-17 thế giới 2008 |
| ------------------------------------------ |
| · CHDCND Triều Tiên · Lần thứ 1            |

## Giải thưởng
| Quả bóng vàng | Quả bóng bạc       | Quả bóng đồng |
| ------------- | ------------------ | ------------- |
| Iwabuchi Mana | Dzsenifer Marozsán | Kristie Mewis |

| Chiếc giày vàng    | Chiếc giày bạc  | Chiếc giày đồng |
| ------------------ | --------------- | --------------- |
| Dzsenifer Marozsán | Vicki DiMartino | Jon Myong-Hwa   |

| Giải phong cách FIFA | Găng tay vàng |
| -------------------- | ------------- |
| Đức                  | Taylor Vancil |

## Cầu thủ ghi bàn
Tổng cộng, 113 bàn thắng được ghi bởi 69 cầu thủ khác nhau, hai trong số đó là bàn phản lưới nhà.
6 bàn
- Dzsenifer Marozsán

5 bàn
- Vicki DiMartino

4 bàn
- Courtney Verloo
- Kira Chinatsu
- Kishikawa Natsuki
- Jon Myong-Hwa

3 bàn
- Lynn Mester
- Lee Hyun-Young
- Rosie White
- Pauline Crammer
- Ho Un-Byol

2 bàn
- Danielle Carter
- Nkem Ezurike
- Tatiana Ariza
- Alexandra Popp
- Turid Knaak
- Ji So-Yun
- Kristie Mewis
- Hamada Haruka
- Iwabuchi Mana
- Takahashi Saori
- Jacqueline Gonzalez
- Marine Augis
- Yun Hyon-Hi

1 bàn
- Isobel Christiansen
- Jessica Holbrook
- Lauren Bruton
- Lucy Staniforth
- Rebecca Jane
- Ketlen Wiggers
- Raquel Fernandez
- Rafaelle Souza
- Rachel Lamarre
- Ingrid Vidal
- Raquel Rodríguez
- Britta Olsen
- Linette Andreasen
- Simone Boye
- Inka Wesely
- Leonie Maier
- Tabea Kemme
- Deborah Afriyie
- Florence Dadson
- Isha Fordjour
- Go Kyung-Yeon
- Lee Min-Sun
- Song Ah-Ri
- Annalie Longo
- Chiaki Shimada
- Yoshioka Kei
- Ohshima Marika
- Kameoka Natsumi
- Inoue Yuiko
- Amarachi Okoronkwo
- Amenze Aighewi
- Ebere Orji
- Soo Adekwagh
- Gloria Villamayor
- Paola Genes
- Rebecca Fernandez
- Camille Catala
- Charlotte Poulain
- Lea Rubio
- Jang Hyon-Sun
- Kim Un-Hyang
- Kim Un-ju
- Ri Un-Ae

Bàn phản lưới nhà
- Cris Mabel Flores (trong trận gặp Hoa Kỳ)
- Hong Myong Hui (trong trận gặp Hoa Kỳ)